# برهان بخاري
برهان بخاري (1941 - 2010) باحث وكاتب ومفكر تربوي سوري من أصول أوزبكية ولد في العاصمة السورية دمشق، درس الفلسفة واللغة الإنكليزية في جامعة دمشق، وساهم في تطوير آلية التعليم أواخر السبعينيات، وابتكر عدداً من الوسائل التعليمية لطلاب المدارس، ثم نفذ مشروعه الخاص بمحو الأمية للكبار، وأعد منهاجاً لتعليم اللغة العربية للأجانب، وتعليم اللغات الأجنبية للعرب.
عمل على مدى 35 سنة في دراسة الفكر العربي والإسلامي دراسة نقدية تمزج بين التفكير الكلاسيكي التقليدي والفكر التحديثي، ومن أبرز أعماله مجموعة من الموسوعات من بينها «موسوعة الحديث النبوي الشريف»، و«الموسوعة الشعرية من العصر الجاهلي إلى العصر الحديث»، و«مدخل إلى الموسوعة الشاملة للشاعر نزار قباني» الذي يُمثل عملاً موسوعياً مبتكراً حيث عمد برهان بخاري إلى إجراء مسح شامل للشاعر نزار قباني عن طريق الحاسوب عن كل ما خلفه وراءه من آثار أدبية شعراً ونثراً، وذلك من خلال برنامج يقدم شعره كاملاً بمطالع القصائد والمعاني الجديدة والصور المبتكرة التي سبق بها الشاعر أقرانه، حيث يحدد عدد الأبيات التي نشرها الشاعر وعدد القصائد والبحور الشعرية وأية تفاصيل شعرية يطلبها الباحث أو الناقد بالمسائل المتعلقة بشعر نزار قباني.
توفي في 30 أبريل/نيسان 2010 بعد معاناة مع المرض.

## سيرته المهنية
ابتكر برهان بخاري عددا من الوسائل التعليمية الميسرة لطلاب المدارس، وفي السبعينيات من القرن الماضي قام بمشروعه الخاص لمحو الأمية لدى الكبار في سورية، حيث كان يقوم بجولات ويعقد لقاءات في القرى السورية والمخيمات الفلسطينية ويقدم الدروس ويوزع مؤلفاته مجانًا، كما أعد بعد ذلك مناهجه لتعليم اللغة العربية للأجانب وتعليم اللغات الأجنبية للعرب. وكان إلى جانبه في تلك الجولات التطوعية صديقه الأستاذ عدنان بغجاتي الذي شغل منصب وزير التربية كما كان رئيس اتحاد الكتاب العرب في إحدى دوراته السابقة.
دُعي في 1979 إلى العاصمة الأوزبكستانية طشقند للاشتراك في العيد الألفي لابن سينا، ومثلت هذه المناسبة بداية دخوله إلى العمل الأكاديمي، حيث ترجم لأول مرة قطعًا أدبية من الأوزبكية إلى العربية مباشرة بعدما كانت الترجمة قبل ذلك تمرّ عبر اللغة الروسية، ووجهت له أكاديمية العلوم في جمهورية أوزبكستان دعوة مفتوحة استمرت بضعة أشهر، وبعد ذلك وضع الأسس العلمية لأول معجم «أوزبكي عربي» و«عربي أوزبكي»، وكتب عدة دراسات حول بنيوية الأوزبكية وعلاقتها التاريخية بالعربية.
عمل خبيراً زائراً في جامعة الكويت عام 1983 حيث ساهم في تطوير بحث حول الصوتيات العربية بما يعرف بالكلام المركب صناعيًا، وكان أول من عمل على تحويل الكلمات المكتوبة إلى صوتية بواسطة الحاسوب، وتوصل إلى تقطيع الأوزان الشعرية بالحاسوب.
أمضى ثلاث سنوات في أوروبا بين عامي 1984 و1986 متنقلا بين المراكز العلمية والجامعات، وشارك في مؤتمرات ومعارض دولية خاصة بالترجمة الآلية.
عاد إلى دمشق في نهاية الثمانينات وعكف على إنجاز مشروعه الضخم المعروف بإعادة بناء التراث العربي والإسلامي على الحاسوب، كما وضع أسس نظريته الخاصة بالترجمة الآلية، التي عرفت فيما بعد بنظرية اللغة العليا (السوبرا لنغو) القادرة على الترجمة الفورية إلى جميع لغات العالم دفعة واحدة عدا الصينية واليابانية، وصمم لوحة مفاتيح حاسوب قادرة على تنضيد جميع أبجديات العالم والتعامل معها، وقامت بتنفيذ ذلك شركة «مونوتايب» البريطانية، والتي عُرفت لاحقًا بلوحة مفاتيح البخاري.
بدأ في تشرين الأول عام 1995 بكتابة سلسلة مقالاته في جريدة تشرين صباح كل أحد وقد واظب على كتابة مقاله الأسبوعي هذا سنوات عدة كما كتب سلسلة مقالات أخرى في صحيفة الثورة بين عامي 2002 و2007.

## أعماله الموسوعية
من أبرز الأعمال التي أنجزها بخاري في حياته مجموعة من الموسوعات من بينها موسوعة الحديث النبوي الشريف وموسوعة شعرية عن نزار قباني والموسوعة الشعرية من العصر الجاهلي إلى العصر الحديث بالتعاون مع مجمع أبو ظبي وأعمال أخرى.
برهان بخاري، العالم النشيط والحالم الكبير، كان بيته أشبه ما يكون بمركز ثقافي يمور بالنشاط، حيث كان يشرف على إعداد معجم تاريخي لألفاظ العربية، كما أشرف على موسوعة الحديث الشريف، وبدايات الموسوعة الشعرية، فضلا عن اهتمامه العلمي العميق بالحاسوب ونظامه العربي.
من مؤلفاته:
- «سعاد الصباح: دراسة جديدة»، شركة النور، دمشق، 1999.[3]
- «برهان بخاري: الرحيل»، إعداد وتوثيق مازن يوسف صباغ؛ كتب المقدمة نبيل طعمة، دار الشرق للطباعة والنشر، دمشق، 2010.[4]
- «مدخل إلى الموسوعة الشاملة للشاعر نزار قباني»، دار سعاد الصباح، الكويت، 1999.[5]
- «الموسوعة الشاملة للحديث النبوي الشريف: دراسات حديثية في المصطلح»، دمشق، 1995.[6]
- «حديث الأحد: المقالات المنشورة في صحيفة تشرين الدمشقية»، دمشق، 1997.[7]
- «الموسوعة الشعرية من العصر الجاهلي إلى العصر الحديث».
- «سوريا وإسبانيا: حوار حضاري بين الشعوب والثقافات»، إعداد وتحرير وتوثيق مازن يوسف صباغ؛ كتب المقدمة برهان بخاري، دار السوسن للنشر، دمشق، 2004.[8]
- «المحيط البرهاني»، تحقيق مركز التراث، نشر مركز التراث للبرمجيات، الرياض، 2013.[9]